# هرمان گروهه
هرمان گروهه (انگلیسی: Hermann Gröhe؛ زادهٔ ۲۵ فوریهٔ ۱۹۶۱) یک سیاست‌مدار اهل آلمان است.